# Maître de Baltimore

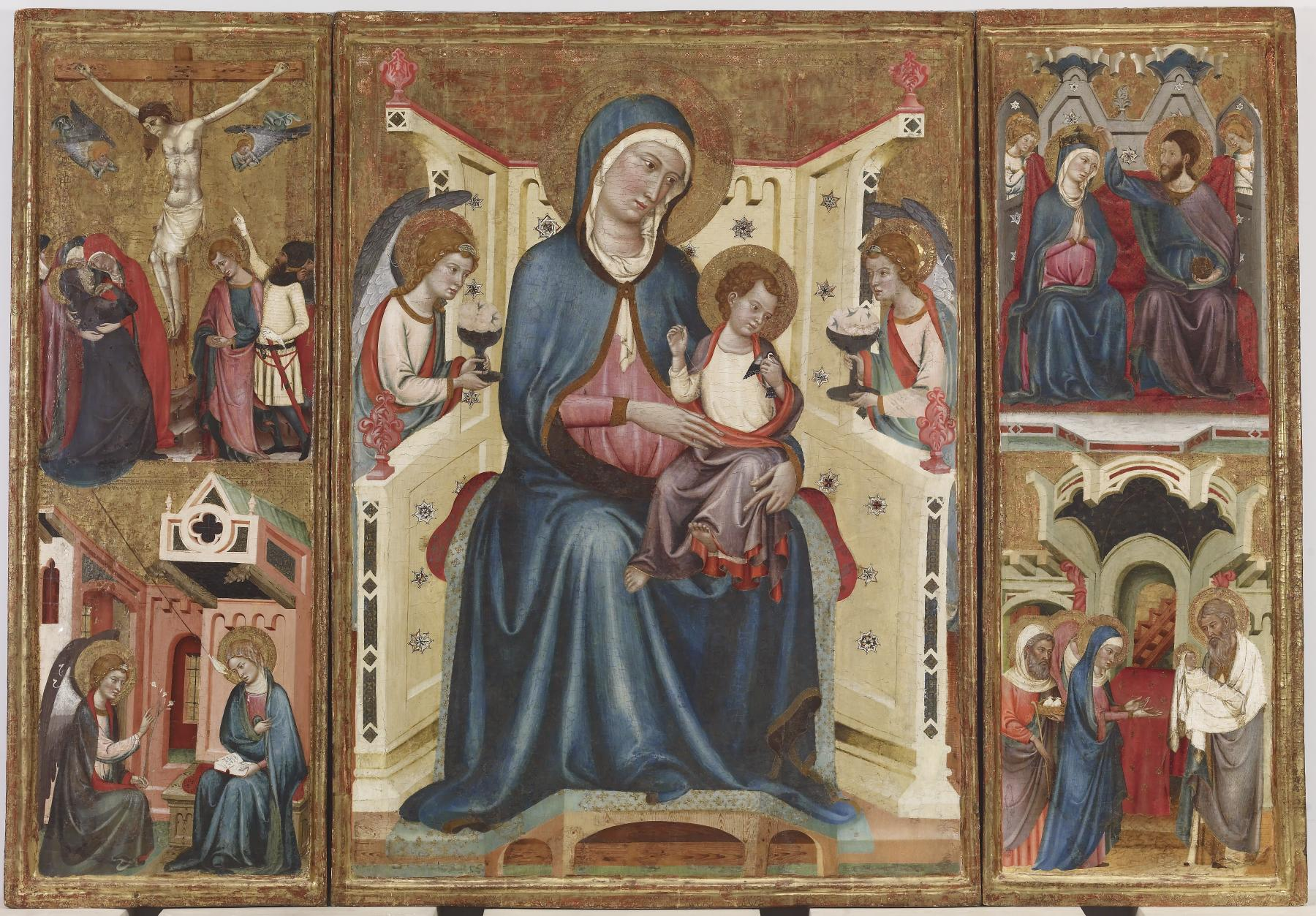
Triptyque de la Mère de Dieu.

Le maître de Baltimore est un miniaturiste et un peintre gothique dont l'identité n'est pas connue, actif en Catalogne au XIVe siècle dans l'entourage d'Arnau Bassa. Le nom de « maître de Baltimore » lui a été donné parce que l'un de ses chefs-d'œuvre, un triptyque représentant des scènes de la vie de Marie, est conservé au Walters Art Museum de Baltimore (États-Unis). 

## Œuvres attribuées
- Triptyque de la Mère de Dieu[1], Walters Art Museum, Baltimore
- Retable de saint Vincent de Cardona, vers 1347-1360, dont deux fragments subsistent : L'Annonciation et l'Épiphanie, panneau latéral gauche, acquis par le Musée national d'art de Catalogne en 1906, et une scène du haut du panneau droit, La Nativité, au Fogg Art Museum de Cambridge (Massachusetts)
- Livres d'heures de la reine Marie de Navarre (miniatures et marges), Biblioteca Marciana, Venise.